# Setsuko Sasaki
Setsuko Sasaki (em japonês:  佐々木 節子; 16 de outubro de 1944) é uma ex-jogadora de voleibol do Japão que competiu nos Jogos Olímpicos de 1964.
Em 1964, ela fez parte da equipe japonesa que conquistou a medalha de ouro no torneio olímpico, no qual atuou em uma partida.